# Charles Lane
Charles Lane, född Charles Gerstle Levison 26 januari 1905 i San Francisco, Kalifornien, död 9 juli 2007 i Santa Monica, Kalifornien, var en amerikansk skådespelare. Lane medverkade som karaktärsskådespelare i över 350 filmer och tv-produktioner åren 1930-1995. I många av filmerna där han medverkar står han inte med i rollistan då rollerna är så små. Lite större roller hade han i flera av Frank Capras filmer.

## Filmografi i urval
- 1936 – Folkets jubel
- 1936 – En gentleman kommer till stan (ej krediterad)
- 1938 – Komedin om oss människor
- 1939 – Mr Smith i Washington
- 1939 – En fasansfull natt
- 1940 – Nattens vargar
- 1940 – Flammande ungdom
- 1940 – Tidens melodi
- 1941 – Jag stannar över natten
- 1941 – En studie i brott
- 1942 – Äro gifta män nödvändiga?
- 1942 – Tarzans äventyr i New York
- 1944 – Arsenik och gamla spetsar
- 1946 – Livet är underbart
- 1947 – Katrin gör karriär
- 1948 – I valet och kvalet
- 1950 – Broadway Bill
- 1954–1955 – Dear Phoebe (TV-serie)
- 1958 – Frökens favorit
- 1959 – Jag och min sekreterare
- 1959 – När var tar sin
- 1960 – Dennis the Menace (TV-serie) (1960-1962)
- 1962 – Lucy Show (TV-serie)
- 1962 – Music Man
- 1963 – En ding, ding, ding, ding värld
- 1963–1968 – Petticoat Junction (TV-serie)
- 1965 – Bewitched (TV-serie) (1965-1972, olika roller)
- 1970 – Aristocats (röst)
- 1978 – Lödder (TV-serie)
- 1985 – Murphys romans